# Mamsko-Čujskij rajon
Il Mamsko-Čujskij rajon (in russo Мамско-Чуйский район?) è un rajon dell'Oblast' di Irkutsk, nella Siberia sud orientale; il capoluogo è Mama.

## Geografia fisica
Il territorio è montagnoso con il punto più alto che misura 1500 m, il clima è continentale con inverni rigidissimi (−55 °C ÷ −60 °C) ed estati corte.
L'area è compresa nel bacino idrografico della Lena ed è solcata da numerosi suoi affluenti, i maggiori dei quali sono il Vitim, il Mama ed il Čuja.

## Economia

### Agricoltura
L'agricoltura, nettamente sfavorita dal clima, è composta da piccoli produttori e da coltivazioni familiari.

### Industria
La zona è tradizionalmente associata all'estrazione, principalmente muscovite (ai tempi dell'U.R.S.S. ne era estratta e lavorata l'80% di tutta l'Unione) ed oro, mentre più recente è la scoperta di depositi di pegmatite e di minerali associati alla muscovite (feldspato, quarzite).
Di notevole importanza è anche l'industria del legname, da segnalare anche l'industria alimentare e la produzione di energia elettrica.
L'industria è gravata dal problema che i prodotti finiti, viste le notevoli distanze ed i conseguenti costi di trasporto, non risultano competitivi né per il mercato interno né per quello straniero.

## Infrastrutture e trasporti
La movimentazione delle merci nel rajon è effettuata prevalentemente d'estate (da maggio ad ottobre) per via fluviale, tramite i fiumi Lena e Vitim mentre d'inverno (da gennaio a metà marzo) avviene sfruttando la superficie congelata dei fiumi; i restanti periodi i trasporti vengono effettuati per via aerea.